# Synagoge (Polch)

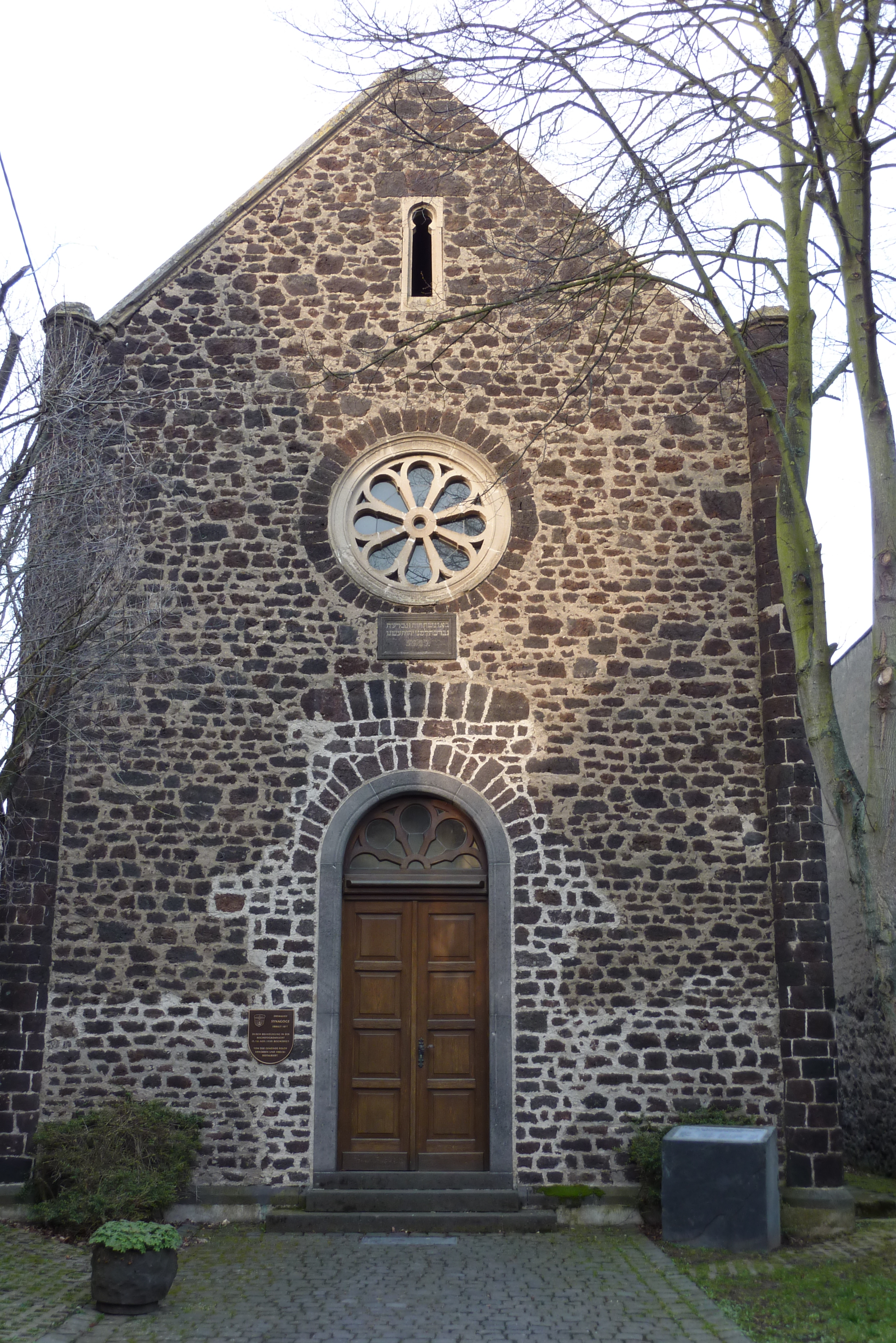
Westfassade der Synagoge in Polch

Die Synagoge in Polch, einer Stadt im Landkreis Mayen-Koblenz in Rheinland-Pfalz, wurde 1876/77 errichtet und während der Novemberpogrome 1938 verwüstet. Die ehemalige Synagoge in der Ostergasse 11 ist ein schützenswertes Denkmal.

## Geschichte
Die jüdische Gemeinde Polch besaß zunächst eine Betstube im Haus des Benjamin Aschel in der Kirchstraße. 1867 kaufte sie ein Grundstück in der heutigen Ostergasse, um eine Synagoge zu errichten. Wegen finanziellen Schwierigkeiten konnte der Bau erst 1876/77 ausgeführt werden. Die vermutlich nach Plänen von Hermann Nebel errichtete Synagoge wurde 1877 feierlich eingeweiht.

## Zeit des Nationalsozialismus
Beim Novemberpogrom 1938 wurde die Synagoge von SA-Männern aus Mayen angezündet. Obwohl der Brand schnell gelöscht wurde, wurde insbesondere die Frauenempore vernichtet. Am 17. Januar 1940 musste die jüdische Gemeinde die Synagoge an die politische Gemeinde verkaufen, die das Gebäude als Lagerhalle nutzte.

## Architektur

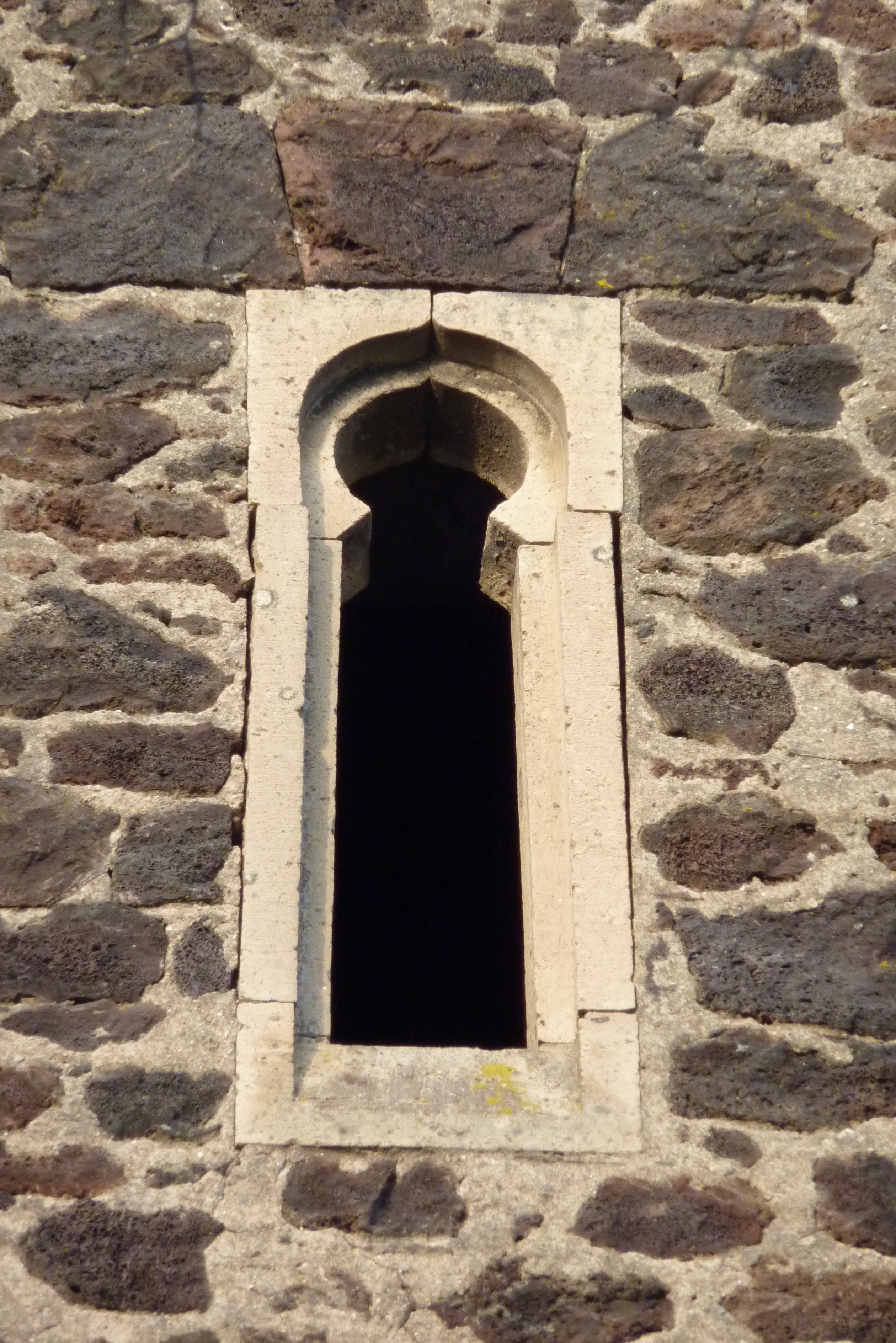
Fenster in Form eines Hufeisens an der Hauptfassade

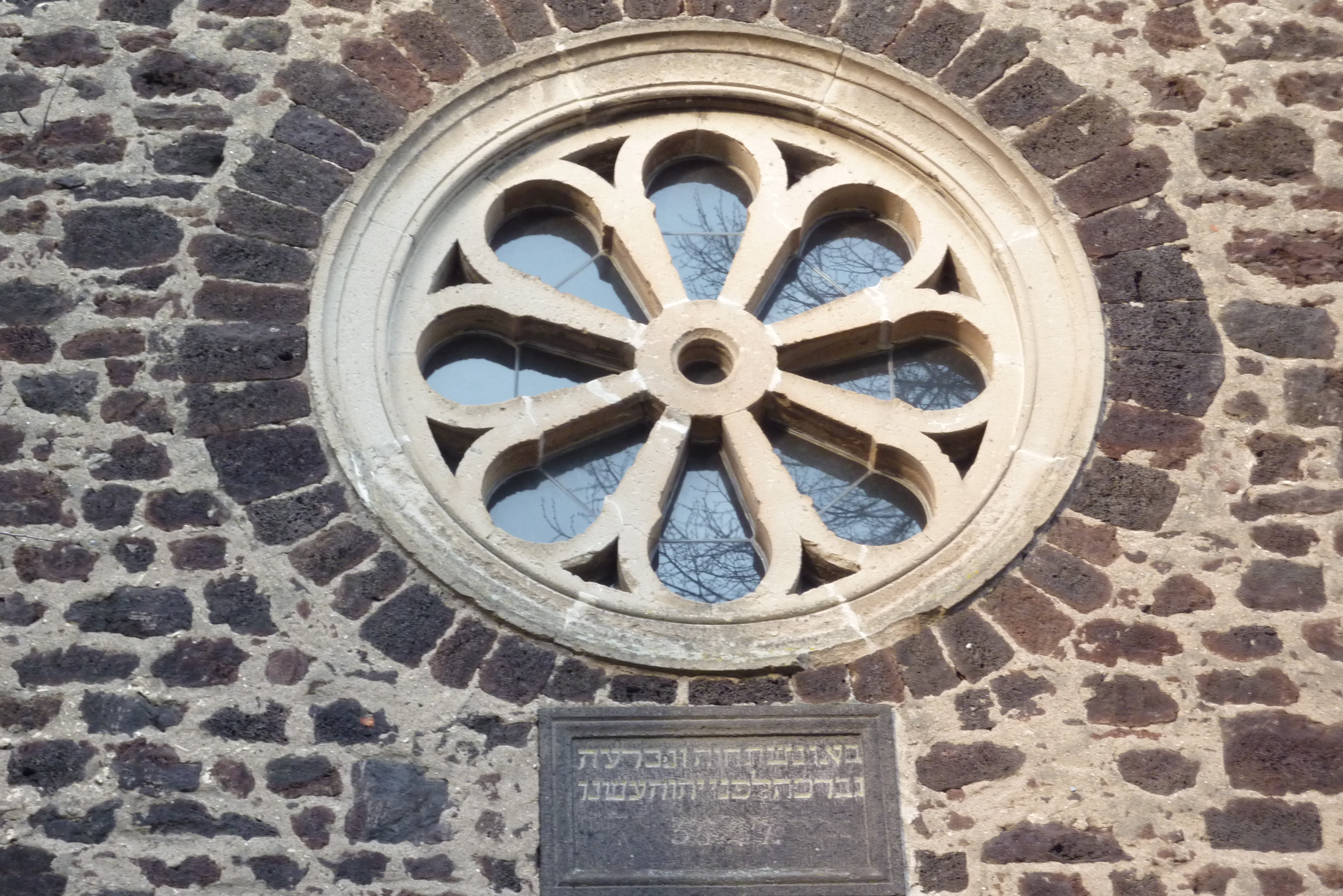
Rosette mit Inschriftentafel

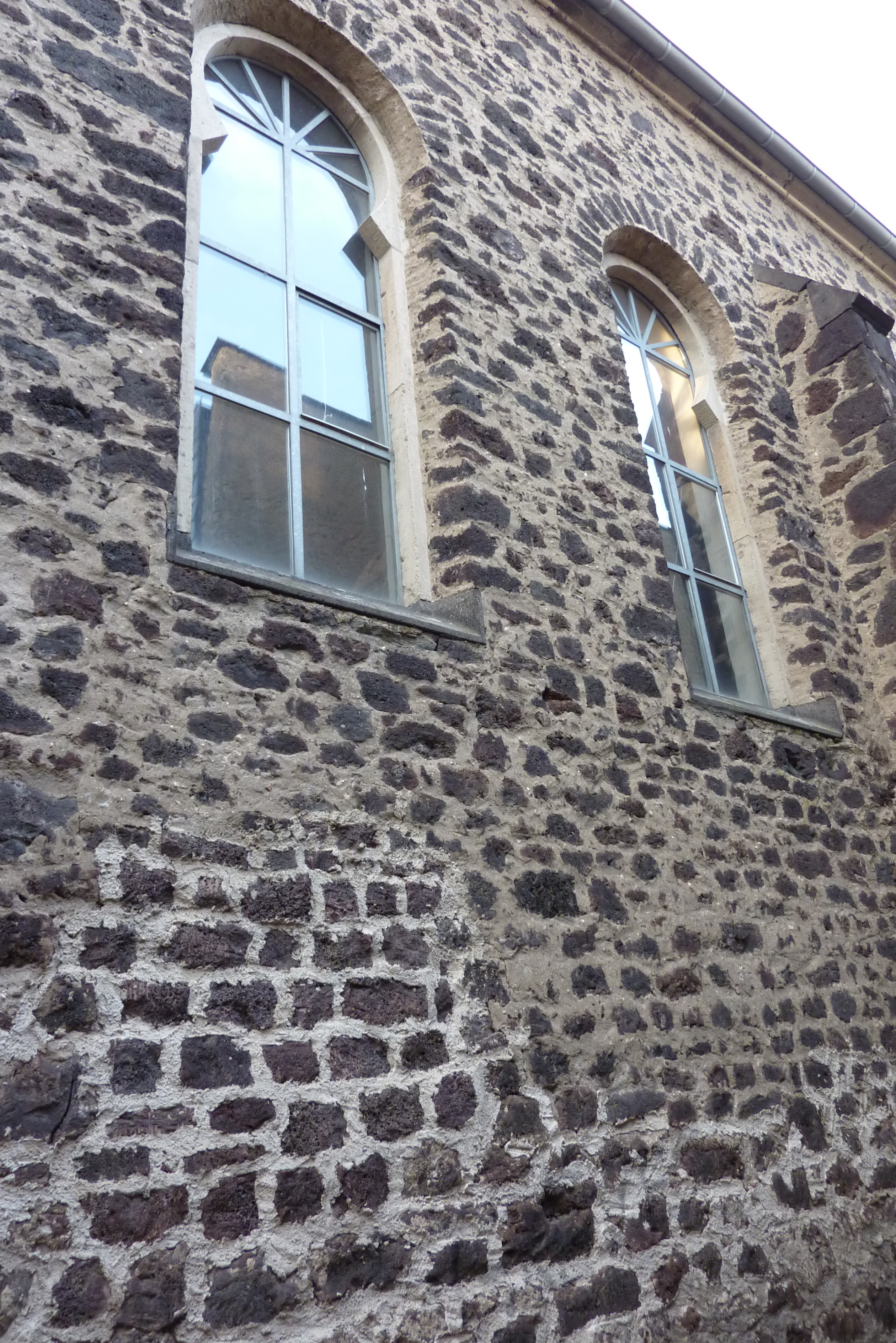
Südseite mit Hufeisenbogenfenstern und Strebepfeiler der Apsis

Der Bruchsteinbau aus einheimischem Krotzenlava steht zurückversetzt von der Straße und besitzt heute einen würdigen Vorplatz. Die Eingangsfassade hat gerundete Eckrisalite und ein Portal mit Rundbogen und Oberlicht. Über der zweiflügeligen Kassettentür ist eine Inschriftentafel mit folgendem hebräischen Text eingelassen: Kommt, lasst uns anbeten und knien und niederfallen vor dem Herrn, der uns gemacht hat (Ps 95,6 ). Das eingefügte Baudatum ist nicht mehr lesbar. Eng über der Tafel liegt ein Rosenfenster und im Giebeldreieck sitzt ein schlitzförmiges Hufeisenbogenfenster. Alle Fenster, auch die jeweils drei Hufeisenbogenfenster an den Längsseiten, haben Tuffsteingewände.
Im chorartigen Ostteil der Synagoge setzen die Rippen des gestelzten Bogens auf Konsolen auf und zwei Strebepfeiler leiten den Druck ab. An der Ostseite und auf der Empore ist ein Teil der originalen Rankenmalerei erhalten. Die Aussparung für den Toraschrein ist noch deutlich sichtbar.

## Heutige Nutzung
Von 1981 bis 1983 wurde die ehemalige Synagoge restauriert und sie wird seit dem 9. Mai 1984 für kulturelle Veranstaltungen genutzt. Auf der wiederhergestellten Empore befindet sich eine Ausstellung über die Geschichte der jüdischen Gemeinde Polch.